# Filosofia na União Soviética
A filosofia da União Soviética estava oficialmente confinada ao pensamento marxista-leninista, que teoricamente era a base da verdade filosófica objetiva e definitiva. Durante as décadas de 1920 e 1930, outras tendências do pensamento russo foram reprimidas (muitos filósofos emigraram, outros foram expulsos). Joseph Stalin promulgou um decreto em 1931 identificando o materialismo dialético com o marxismo-leninismo, tornando-o a filosofia oficial que seria aplicada em todos os estados comunistas e, através da Comintern, na maioria dos partidos comunistas. Após o uso tradicional na Segunda Internacional, os opositores seriam rotulados como "revisionistas".
Desde o início do regime bolchevique, o objetivo da filosofia soviética oficial (que era ensinada como disciplina obrigatória para todos os cursos [fonte?]) Era a justificativa teórica das idéias comunistas. Por esta razão, os "soviétologistas", entre os quais os mais famosos eram Józef Maria Bocheński, professor de filosofia na Pontifícia Universidade de São Tomás de Aquino e Gustav Wetter, afirmaram muitas vezes que a filosofia soviética não era nada além de dogma. No entanto, desde a Revolução de Outubro de 1917, foi marcada por lutas filosóficas e políticas, que questionaram qualquer leitura monolítica. Evald Vasilevich Ilyenkov foi um dos principais filósofos da década de 1960, que revisitou o debate da década de 1920 entre "mecanicistas" e "dialéticos" na Dialética Leninista e Metafísica do Positivismo (1979). Durante as décadas de 1960 e 1970, as filosofias ocidentais, incluindo a filosofia analítica e o positivismo lógico, começaram a marcar o pensamento soviético.

## Embates filosóficos e políticos na União Soviética
O materialismo dialético foi inicialmente exposto por Karl Marx e Friedrich Engels; Um dos primeiros trabalhos sobre o assunto é o polêmico Anti-Dühring, de Engel, em 1878.Ele foi elaborado por Vladimir Lenin em Materialismo e Empiriocriticismo (1908) em torno de três eixos: a "inversão materialista" da dialética hegeliana; a historicidade dos princípios éticos ordenados à luta de classes; e a convergência das "leis da evolução" na física (Helmholtz), na biologia (Darwin) e na economia política (Marx). Lenin, portanto, tomou posição entre um marxismo historicista (Labriola) e um marxismo determinista, próximo do que mais tarde foi chamado de "darwinismo social" (Kautsky). O mais importante rival filosófico de Lênin foi Alexander Bogdanov (1873-1928), que tentou sintetizar o marxismo com as filosofias de Ernst Mach, Wilhelm Ostwald e Richard Avenarius (que foram duramente criticadas no materialismo e empiriocriticismo de Lênin). Bodganov escreveu um tratado sobre "tectologia" e foi um dos fundadores do Proletkult após a Primeira Guerra Mundial.
Após a Revolução de Outubro de 1917, a filosofia soviética dividiu-se entre "dialécticos" (Deborin) e "mecanicistas" (Bukharin, que detalharia a tese de Stalin apoiada em 1924 sobre "socialismo num só país", não era "mecanicista" em si, mas foi visto como um aliado.) Os mecanicistas (AK Timartizev, Timianski, Axelrod, Stepanov ...), vieram principalmente de origens científicas, afirmaram que a filosofia marxista encontrou sua base em uma explicação causal da Natureza. Eles apoiavam uma interpretação positivista do marxismo que afirmava que a filosofia marxista tinha que seguir as ciências naturais. Assim, Stepanov escreveu um artigo intitulado "O entendimento dialético da natureza é o entendimento mecanicista". Ao contrário, os "dialéticos", cujos antecedentes eram hegelianos, insistiam que a dialética não poderia ser reduzida a um mecanismo simples. Baseando-se principalmente no Anti-Dühring e na Dialética da Natureza de Engels, eles afirmavam que as leis da dialética podiam ser encontradas na natureza. Tomando apoio da teoria da relatividade e da mecânica quântica, eles responderam que a concepção mecanicista da natureza era muito restrita e estreita. Deborin, que havia sido aluno de Georgi Plekhanov, o "pai do marxismo russo", também discordava dos mecanicistas sobre o lugar de Baruch Spinoza. Este último sustentava que ele era um metafísico idealista, enquanto Deborin, seguindo Plekhanov, via Spinoza como materialista e dialético. O mecanicismo foi finalmente condenado como um enfraquecimento do materialismo dialético e do evolucionismo vulgar na reunião de 1929 da Segunda Conferência da União de Instituições Científicas Marxistas-Leninistas. Dois anos depois, Stalin resolveu o debate entre as tendências do mecanicismo e da dialética, emitindo um decreto que identificou o materialismo dialético como a base filosófica do marxismo-leninismo. A partir de então, as possibilidades de pesquisa filosófica independente da dogmática oficial praticamente desapareceram, enquanto o lysenkoismo foi aplicado nos campos científicos (em 1948, a genética foi declarada uma "pseudociência burguesa"). No entanto, esse debate entre "mecanicistas" e "dialéticos" manteria importância muito depois da década de 1920.
David Riazanov foi nomeado diretor do Instituto Marx-Engels, que ele fundou em 1920. Ele então criou o MEGA (Marx-Engels-Gesamt-Ausgabe), que deveria editar as obras completas de Marx e Engels. Ele também publicou autores, como Diderot, Feuerbach ou Hegel. Riazanov foi, no entanto, excluído de quaisquer funções políticas em 1921 por defender a autonomia dos sindicatos.
Durante a quinta internacional comunista, Grigory Zinoviev condenado pelo "revisionismo" das obras de Georg Lukács, História e Consciência de Classe (1923) e de Karl Korsch, Marxismo e Filosofia. A História e a Consciência de Classe foram repudiadas por seu autor, que fez sua autocrítica por razões políticas (ele achava que, para um revolucionário, ser parte do partido era a prioridade). Tornou-se no entanto uma das principais fontes do marxismo ocidental, começando com a Escola de Frankfurt, e até influenciou o Sein und Zeit (1927), de Heidegger. Lukács então foi para Moscou no início dos anos 1930, onde continuaria seus estudos filosóficos, e retornou à Hungria após a Segunda Guerra Mundial. Ele então participou do governo de Imre Nagy em 1956, e foi vigiado de perto depois.
Os estudos de Lev Vygotsky (1896-1934) em psicologia do desenvolvimento, que se opunham às obras de Ivan Pavlov, seriam expandidos na teoria da atividade desenvolvida por Alexei Nikolaevich Leont'ev, Pyotr Zinchenko (membro da Escola de Psicologia Kharkov) e Alexander Luria. , um neuropsicólogo que desenvolveu o primeiro detector de mentiras.
Victor Skumin (1948-) foi autor da série de livros ilustrados e artigos sobre o Agni-ioga, Rerikhism, russo cosmismo e a New age (em português, Nova era).

## Após o 20º Congresso do PCUS
No entanto, as condições para o trabalho filosófico criativo começaram a surgir em meados da década de 1950, após o 20º Congresso do PCUS em 1956, embora apenas nas 'periferias' da filosofia: a filosofia da ciência natural (B. Kedrov, I. Frolov), teoria da percepção e gnosiologia (P. Kopnin, V. Lektorsky, M. Mamardashvili, E. Ilyenkov), a história da filosofia (V. Asmus, A. Losev, I. Narski), ética (O. Dobronitski) , estética (M. Kagan, L. Stolovitsh), lógica (G. Shchedrovitsky, A. Zinovyev) e teorias de semiótica e sistemas (Y. Lotman, que montou a revista Sign Systems Studies, o mais antigo periódico semiótico; V. Sadovsky) . As obras do jovem Marx, como os Manuscritos Econômicos e Filosóficos de 1844, publicadas pela primeira vez em 1932, mas suprimidas sob Stálin por causa de sua ruptura incompleta com o idealismo alemão, também começaram a ser discutidas.

## Outros
1) Vasily Nalimov (1910-1997) estava interessado principalmente na filosofia da probabilidade e suas manifestações biológicas, matemáticas e linguísticas. Ele também estudou os papéis do gnosticismo e do misticismo na ciência. Nalimov é geralmente creditado com a proposta do conceito de índice de citação.
2) A chamada "moralidade comunista" era uma parte importante da filosofia da União Soviética. Segundo Lenin e Stalin, a moralidade deveria estar subordinada à ideologia da revolução proletária. Negando a validade da moralidade baseada na religião, eles escreveram: o que é útil para nós (o povo soviético) é moral, o que é prejudicial para nós é imoral. A moralidade é uma arma na luta de classes. Membros do Partido e do Komsomol foram treinados para aceitar essa posição e agir de acordo.

## Publicações e propaganda
A URSS publicou materiais volumosos para divulgar seus ideais e justificativas filosóficas. Estes tomaram a forma de revistas acadêmicas ou profissionais ou notas no padrão de material revisado por pares. Por exemplo, o livro abaixo desafia a ideia de uma deontologia médica, ou ética baseada em regras morais, versus ética baseada em regras utilitárias decididas sobre o melhor resultado para o maior número de pessoas.

- Ficheiro:USSR medical deontology conference report cover.png
- Ficheiro:USSR medical deontology conference report introduction.png